# Aldarulls d'Irlanda del Nord de 2021
Diversos episodis d'aldarulls a Irlanda del Nord van produir-se a zones lleialistes el 2021. Van iniciar-se a finals de març a Waterside, Derry. Després de quatre nits de disturbis a Derry, la violència es va estendre al sud de Belfast el 2 d'abril, on una protesta lleialista va derivar en actes violents contra la policia nord-irlandesa (PSNI) que van incloure el llançament de pedres i còctels molotov. Posteriorment, els disturbis es van estendre a Newtownabbey el 3 d'abril, on diversos vehicles van ser cremats, i on també es van llançar còctels molotov contra la policia. Carrickfergus, al sud del comtat d’Antrim, també va patir greus disturbis la nit del 4 d’abril i el 5 d’abril al matí, on els lleialistes van bloqueajar carrers amb barricades i van llançar còctels molotov als vehicles policials.

## Context

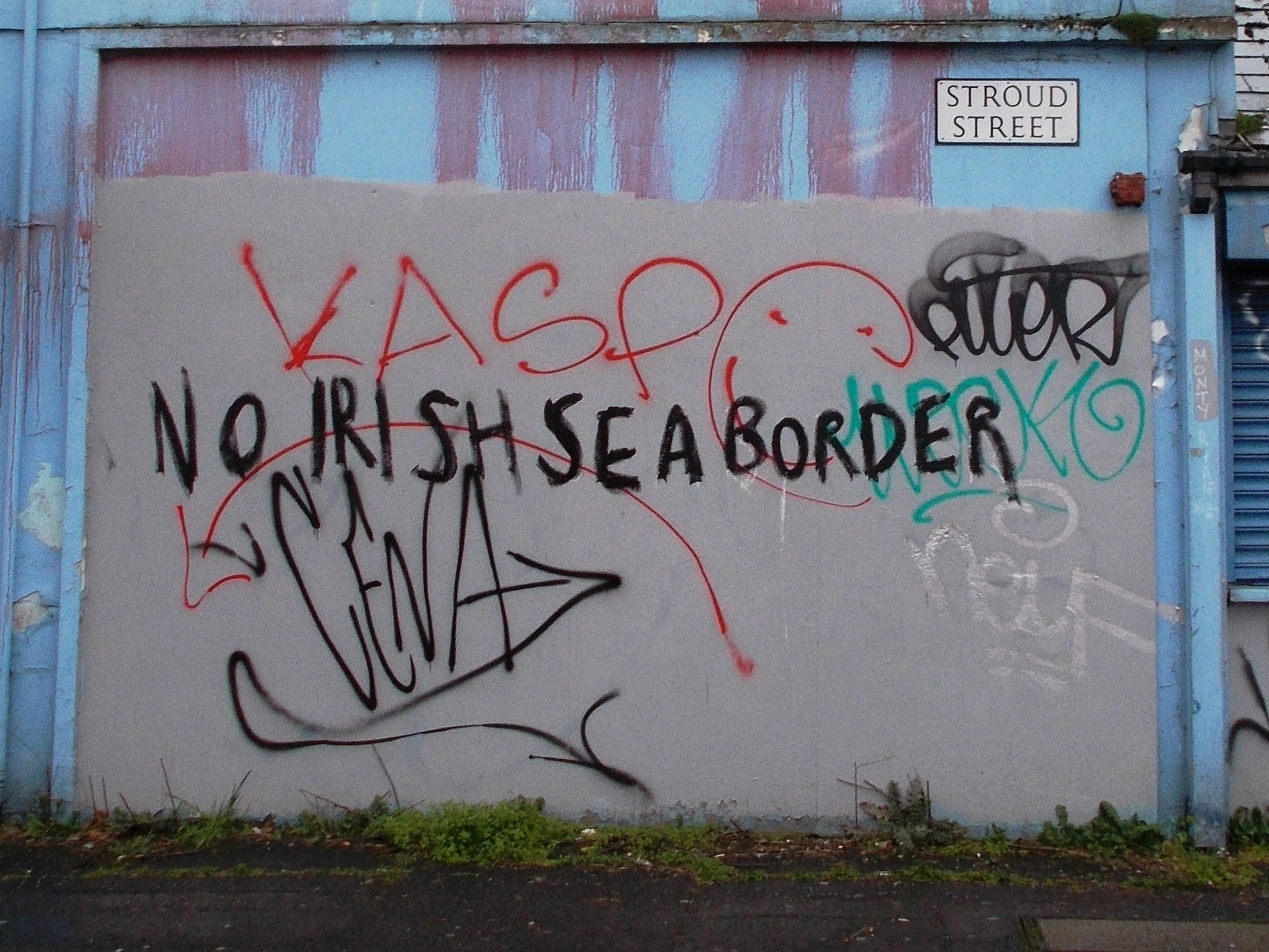
Pintada contra la "frontera del mar d?Irlanda" a Belfast, el febrer de 2021

L'argument principal del malestar dels lleialistes i unionistes assenyala que els acords comercials posteriors al Brèxit han creat barreres entre Irlanda del Nord i la resta del Regne Unit. En aquest sentit el Consell de Comunitats Lleialistes, que representa grups paramilitars com l'UVF o l'UDA, va retirar el seu suport a l'acord de pau nord-irlandès fins que es retirés la frontera marítima. També es culpa de l'augment de la tensió al fet que les autoritats nord-irlandeses decidissin no processar a 24 polítics del Sinn Féin després d’assistir al funeral de l'ex-cap d’intel·ligència de l'IRA Bobby Storey, que va atreure unes 2.000 persones, reunió que presumptament hauria incomplert les restriccions imposades per lluitar contra la COVID-19. Els principals partits unionistes, inclosa la primera ministra Arlene Foster, van demanar la dimissió de Simon Byrne, el general del Servei de Policia d'Irlanda del Nord (PSNI), al·legant que havia perdut la confiança de la comunitat.
Altres factors que s'han assenyalat com a causants de la violència són la pressió de la policia nord-irlandesa sobre grups lleialistes, com l'UDA del sud-est d'Antrim, arran d'operacions contra el narcotràfic que el PSNI havia realitzat., o el tancament de centres juvenils a causa de les restriccions per la COVID-19.

## Aldarulls

### Derry
Els disturbis van començar a Tullyalley, enclavament unionista del Waterside, amb llançament de còctels molotov i maons, escenes que es van repetir a la zona de Rossdowny Road i Lincoln Court. Va ser atacada una residència d'avis a Nelson Drive, fet que segons la policia va causar "por i angoixa incalculables" als residents.14 2 Els acte de violència van continuar el 4 i 5 d'abril on grups predominantment de joves van protagonitzar atacs contra el PSNI, dotze agents del qual van ser ferits, i crema de vehicles.

### Newtownabbey
A Newtownabbey, al comtat d'Antrim, els disturbis van esclatar a la zona lleialista d'O'Neill Road i Doagh Road durant la nit del 3 d'abril. Segons el PSNI, es van llançar 30 còctels molotov contra la policia i tres vehicles van ser robats i cremats durant els disturbis. El 4 d'abril els incidents es van repetir però amb menor intensitat.

### Carrickfergus
La nit del 4 d'abril, manifestants lleialistes van concentrar-se a la zona de North Road de Carrickfergus, cremant contenidors per bloquejar la carretera i atacant la policia quan aquesta va intervenir, resultant ferits cinc agents. El 5 d'abril grups de joves van tornar a tallar la circulació a North Road amb una foguera, tot i que els incidents amb la policia foren menors.
El 7 d'abril, residents de Cherry Walk, i Glenfield Walk i Pinewood Avenue van fugir de la zona després que les seves cases fossin atacades, trencant-ne els vidres, pel fet que es tractaria de famílies catòliques. Diverses fonts van assenyalar que aquest tipus d'intimidacions sectàries estarien dirigides per grups paramiliatrs lleialistes com l'UVF, interessats a controlar el mapa de l'habitatge públic nord-irlandès.

### Belfast

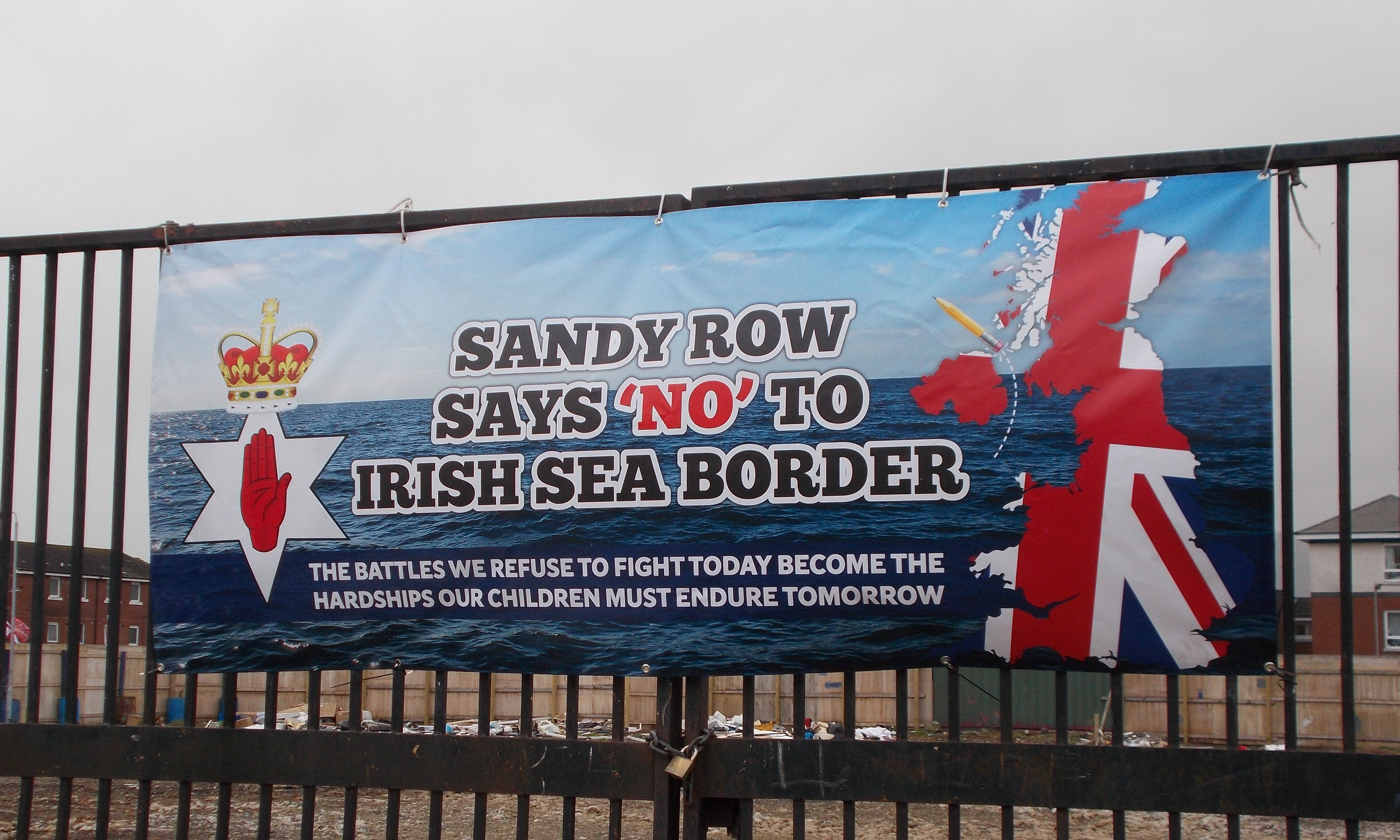
Pancarta lleialista a Sandy Row

El 2 d'abril van esclatar disturbis a la zona de Sandy Row, al sud de Belfast. quan manifestants lleialistes van atacar el PSNI amb ampolles, maons, còctels molotov i pirotècnica, ferint quinze agents. D'entre els vuit detinguts pels fets, el PSNI va afirmar que hi havia adolescents de fins a 13 anys.
El 7 d'abril, un autobús va ser segrestat i cremat per joves lleialistes a la cruïlla de Lanark Way i Shankill Road, on també va ser agredit el fotògraf del Belfast Telegraph Kevin Scott i manifestants d'ambdós costats de la línia de pau van llançar-se còctels molotov.
El 8 d'abril es van produir aldarulls a la zona nacionalista de Springfield Road, a l'oest de Belfast, amb llançament de pedres i còctels mootov a la policia, que va respondre amb canons d’aigua per primera vegada en sis anys. El PSNI va confirmar que 19 agents i un gos policia van resultar ferits.
El 9 d'abril els líders lleialistes van instar la comunitat a no participar en protestes com a mostra de respecte després de la mort del príncep Felip d'Edimburg, i es van ajornar diverses concentracions previstes. No obstant això, la policia va ser atacada al nord de la ciutat amb pedres i ampolles a la zona lleialista de Tiger's Bay, on es va cremar un cotxe, i també va rebre pedrades a la zona nacionalista de New Lodge. El PSNI va confirmar que 14 agents van resultar ferits. A la ciutat de Coleraine, de majoria unionista, adolescents emmascarats van construir una barricada de foc i van llançar còctels molotov contra la policia.

## Conseqüències
Després dels disturbis, el Taoiseach Micheál Martin, el primer ministre britànic Boris Johnson i el president dels Estats Units, Joe Biden, van condemnar la violència, van expressar preocupació i van instar a la calma.
Com a conseqüència de la violència, la Unió Europea va ajornar les accions legals contra el Regne Unit per la pròrroga unilateral de les renúncies als controls de mercaderies que entrin a Irlanda del Nord des de Gran Bretanya.
El 9 d'abril el Consell de Comunitats Lleialistes va fer pública un declaració en què afirmava que cap dels seus grups associats no havia participat ni directa ni indirectament en els actes de violència, fent una crida a la no violència, i va demanar al govern que negociés un nou protocol que garanteixi que no hi hagi frontera dura entre Irlanda del Nord i la resta del Regne Unit, ni amb la resta de l'illa d'Irlanda.
Arràn de l'atac a un dels seus autobusos a Belfast el 7 d'abril, l'empresa de transport nord-irlandesa Translink va anunciar desviacions de ruta cautelars a partir del 12 d'abril.